# 무벤데구

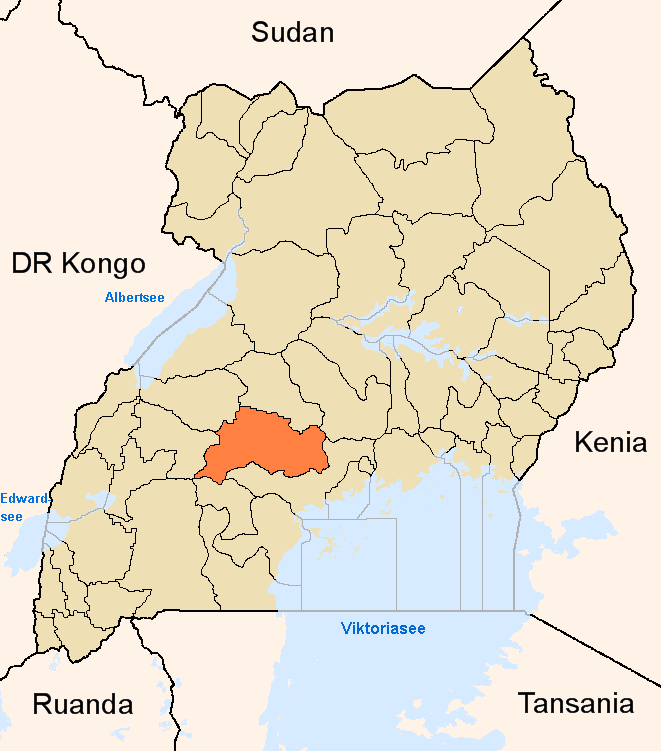
무벤데 구의 위치

무벤데구(Mubende)는 우간다 남서부에 위치한 구로, 행정 중심지는 무벤데이며 면적은 4,645km2, 인구는 436,500명(2002년 인구 조사 기준)이다.
행정 구역상으로는 중부 주에 속하며 2개 군(부웨쿨라 군, 카산다 군)을 관할한다. 남쪽으로는 음피기 구, 남서쪽으로는 셈바불레 구와 키루후라 구, 서쪽으로는 키엔조조 구와 접한다.

## 같이 보기
- 중부주 (우간다)
- 부간다
- 우간다의 행정 구역